# Ulf Sporrong
Ulf Sporrong, född 22 augusti 1936, död 27 oktober 2020 i Stockholm, var en svensk geograf. Han arbetade först som folkskollärare och disputerade sedan 1971 vid Stockholms universitet på en avhandling i geografi. Den handlar omjordbrukslandskapet under vikingatiden och den tidiga medeltiden i Uppland och Närke. Handledare var Staffan Helmfrid. Sporrong utsågs 1987 till professor i geografi, särskilt kulturgeografi, vid Stockholms universitet och fortsatte att arbeta med det historiska jordbrukslandskapet i Sverige.
1989 blev Sporrong invald i Kungl. Vitterhetsakademien, och 2001–2007 var han dess sekreterare. 2006 mottog han Hans Majestät Konungens medalj, 12:e storleken i högblått band.